# Gušterica (zviježđe)
Gušterica ili Gušter (lat. Lacerta), jedno je od 88 modernih zviježđa. Manja konstelacija sjeverne polutke koju je osmislio astronom Johannes Hevelius.